# Papiliolebias hatinne
Papiliolebias hatinne es una especie de pez de agua dulce que integra el género Papiliolebias de la familia de los rivulínidos en el orden de los Cyprinodontiformes.  Habita en charcos temporales del centro-norte del Cono Sur de América del Sur.

## Taxonomía
Papiliolebias hatinne fue descrita para la ciencia en el año 2009, por las ictiólogas María de las Mercedes Azpelicueta, Cristina Butí y Graciela Beatriz García de Souza.

## Distribución
Papiliolebias hatinne se conoce sólo de un charco temporal situado a 5 km al norte de Embarcación, departamento General José de San Martín, en la cuenca del río Bermejo, provincia de Salta, en el noroeste de la Argentina. 

## Características
Posee una única especie congenérica, P. bitteri —endémica de la cuenca del río Paraguay—, de la cual se distingue por una combinación de caracteres: 
- Vértebras en número de 26 a 28;
- Precaudales en número de 8 a 10;
- Segunda radial proximal de la aleta anal situada entre las vértebras 9 y 10 o 10 y 11;
- Dientes vomerianos en número de 1 o 2;
- Alargamiento del suspensorium mandibular;
- Primer epibranquial algo triangular;
- Aleta pélvica con rayos en número de 7 a 8;
- Radios pectorales en número de 12 a 13;
- Aleta caudal con rayos en número de 20 a 23;
- Aleta anal del macho de color azul turquesa;
- Aletas dorsal y caudal de color azulado;
- Aleta pélvica de color azul;
- Presenta una mancha humeral de color verde-azulado  metálico;
- La hembra no presenta en los flancos puntos oscuros;
- La fórmula cromosoma es 2n = 28, FN = 36, estando integrada por 10 pares de cromosomas subtelocéntricos, 2 pares submetacéntricos y 2 pares metacéntricos.

## Hábitat
Esta especie habita en un área con un clima estival que posee las temperaturas más altas de Sudamérica, combinada con la época en que se presenta la estación de lluvias, ya que la temporada fría prácticamente carece de estas.
| Parámetros climáticos promedio de Embarcación | Parámetros climáticos promedio de Embarcación | Parámetros climáticos promedio de Embarcación | Parámetros climáticos promedio de Embarcación | Parámetros climáticos promedio de Embarcación | Parámetros climáticos promedio de Embarcación | Parámetros climáticos promedio de Embarcación | Parámetros climáticos promedio de Embarcación | Parámetros climáticos promedio de Embarcación | Parámetros climáticos promedio de Embarcación | Parámetros climáticos promedio de Embarcación | Parámetros climáticos promedio de Embarcación | Parámetros climáticos promedio de Embarcación | Parámetros climáticos promedio de Embarcación |
| Mes                                           | Ene.                                          | Feb.                                          | Mar.                                          | Abr.                                          | May.                                          | Jun.                                          | Jul.                                          | Ago.                                          | Sep.                                          | Oct.                                          | Nov.                                          | Dic.                                          | Anual                                         |
| --------------------------------------------- | --------------------------------------------- | --------------------------------------------- | --------------------------------------------- | --------------------------------------------- | --------------------------------------------- | --------------------------------------------- | --------------------------------------------- | --------------------------------------------- | --------------------------------------------- | --------------------------------------------- | --------------------------------------------- | --------------------------------------------- | --------------------------------------------- |
| Temp. máx. media (°C)                         | 32.1                                          | 31.2                                          | 29.3                                          | 25.8                                          | 23.0                                          | 20.3                                          | 21.8                                          | 25.5                                          | 27.6                                          | 31.6                                          | 32.1                                          | 32.2                                          | 27.7                                          |
| Temp. mín. media (°C)                         | 21.5                                          | 20.8                                          | 20.3                                          | 18.0                                          | 14.3                                          | 10.4                                          | 9.3                                           | 11.2                                          | 13.2                                          | 17.3                                          | 19.7                                          | 21.1                                          | 16.4                                          |
| Precipitación total (mm)                      | 254.5                                         | 166.1                                         | 184.1                                         | 90.1                                          | 14.1                                          | 9.7                                           | 8.5                                           | 10.5                                          | 9.0                                           | 47.4                                          | 106.4                                         | 166.3                                         | 1066.7                                        |
| Fuente: SMN Argentina promedio 1981-1990      |                                               |                                               |                                               |                                               |                                               |                                               |                                               |                                               |                                               |                                               |                                               |                                               |                                               |